# ÖFB-Cup 1966-1967
La ÖFB-Cup 1966-1967 è stata la 33ª edizione della coppa nazionale di calcio austriaca.

## Ottavi di finale
| Squadra 1          | Risultato   | Squadra 2            |
| ------------------ | ----------- | -------------------- |
| 18 settembre 1966  |             |                      |
| Wiener SC          | 5 - 1       | Vorwärts Steyr       |
| 1º ottobre 1966    |             |                      |
| First Vienna       | 6 - 1       | Austria Lustenau     |
| 19 ottobre 1966    |             |                      |
| Austria Vienna     | 2 - 1       | Wacker Innsbruck     |
| 26 ottobre 1966    |             |                      |
| Schwechat          | 3 - 2       | Wacker Wien          |
| Austria Salisburgo | 1 - 0 (dts) | Schwarz-Weiß Bregenz |
| 1º novembre 1966   |             |                      |
| Rapid Vienna       | 3 - 1       | Austria Klagenfurt   |
| 8 dicembre 1966    |             |                      |
| LASK               | 6 - 0       | Wiener AC            |
| WSV Donawitz       | 3 - 1       | Admira Vienna        |

## Quarti di finale
| Squadra 1        | Risultato   | Squadra 2          |
| ---------------- | ----------- | ------------------ |
| 25 febbraio 1967 |             |                    |
| LASK             | 2 - 1       | Wiener SC          |
| First Vienna     | 0 - 1       | Rapid Vienna       |
| WSV Donawitz     | 2 - 2 (dts) | Austria Vienna     |
| 26 febbraio 1967 |             |                    |
| Schwechat        | 5 - 0       | Austria Salisburgo |
| 26 aprile 1967   |             |                    |
| Austria Vienna   | 3 - 0       | WSV Donawitz       |

## Semifinale
| Squadra 1      | Risultato | Squadra 2    |
| -------------- | --------- | ------------ |
| 3 maggio 1967  |           |              |
| Austria Vienna | 1 - 0     | Rapid Vienna |
| 4 maggio 1967  |           |              |
| LASK           | 5 - 0     | Schwechat    |

## Finale
| Squadra 1      | Risultato   | Squadra 2      |
| -------------- | ----------- | -------------- |
| 27 giugno 1967 |             |                |
| LASK           | 2 - 1       | Austria Vienna |
| 5 luglio 1967  |             |                |
| Austria Vienna | 1 - 0 (dts) | LASK           |